# Wyoming (New York)
Wyoming ist eine US-amerikanische Stadt im Wyoming County im US-Bundesstaat New York. Sie hat 434 Einwohner (Stand Volkszählung 2010) auf einer Fläche von 1,7 km². Die Stadt liegt in einer Höhe von 302 m. ü. M.

## Geschichte
Wyoming wurde im Jahr 1916 gegründet. Es war einer der ersten Orte, an denen Erdgas gefördert wurde. Da es nie zu einer größeren industriellen Förderung des Gases kam, dient das Erdgasfeld noch heute dazu, die Straßenbeleuchtung der Stadt mit Gas zu versorgen. Die Downtown von Wyoming wird auch „Gaslight Village“ genannt.